# Mistrovice
Mistrovice település Csehországban, az Ústí nad Orlicí-i járásban. Mistrovice Jablonné nad Orlicí, Letohrad, Sobkovice, Verměřovice, Nekoř és Bystřec településekkel határos. Lakosainak száma 639 fő (2024. január 1.).

## Népesség
A település lakosságának változását az alábbi diagram mutatja:
| Lakosok száma | 794  | 734  | 745  | 547  | 568  | 609  | 574  | 595  | 575  | 639  |
|               | 1869 | 1900 | 1921 | 1961 | 1980 | 2011 | 2016 | 2019 | 2021 | 2024 |